# Algona (Iowa)
Algona város az Amerikai Egyesült Államokban, Iowa államban, Kossuth megyében, a megye székhelye. A 2000-es népszámlálási adatok szerint lakosainak száma 5741 fő.

## Történelme
A várost 1854-ben alapította két testvér, Ambrose Call és Asa Call, akik a később a „Algonquin waters” nevet adták a városnak.

## Híres emberek
- Paul Bell - politikus
- Dick Dale - énekes
- Lester J. Dickinson - republikánus képviselő, szenátor
- Denis Menke - baseball játékos és edző
- Brad Nelson - baseball játékos
- J. L. Wilkinson

## Fordítás
Ez a szócikk részben vagy egészben  az   Algona, Iowa című angol Wikipédia-szócikk ezen változatának fordításán alapul.  Az eredeti cikk szerkesztőit annak laptörténete sorolja fel. Ez a jelzés csupán a megfogalmazás eredetét és a szerzői jogokat jelzi, nem szolgál a cikkben szereplő információk forrásmegjelöléseként.